# Маргарита Люксембургская
Маргарита Люксембургская ((люкс. Margaretha vu Lëtzebuerg, фр. Margaretha  de Luxembourg) при рождении Маргарита Антония Мария Фелиция (люкс. Margaretha Antonia Marie Félicité vu Lëtzebuerg), род. 15 мая 1957, Замок Бецдорф, Люксембург) — люксембургская принцесса, дочь Великого герцога Люксембургского Жана и Жозефины Шарлотты Бельгийской, сестра правящего Великого герцога Анри.

## Биография
Маргарита и её брат-близнец Жан родились 15 мая 1957 года в замке Бецдорф в семье наследника люксембургского престола Жана и его жены Жозефины Шарлотты Бельгийской, дочери бельгийского короля Леопольда III и его супруги, трагически погибшей королевы Астрид, урожденной принцессы Шведской. Крестными новорожденного стали принц-консорт Люксембурга Феличе Бурбон-Пармский, её дед с отцовской стороны, и датская принцесса Маргарита, двоюродная бабушка с материнской стороны.
В семье уже росли старшие дети: Мария Астрид и Анри, а затем родился младший сын Гийом. Когда Маргарите исполнилось семь, отец унаследовал трон Люксембургского герцогства.
Образование принцесса получала в Люксембурге, в частности в Европейской школе, Бельгии, Великобритании и США.
В возрасте 24 лет вышла замуж за 34-летнего принца Лихтенштейна Николауса, третьего сына правящего князя Франца Иосифа II. Церемония состоялась 20 марта 1982 года в Соборе Люксембургской Богоматери. У супругов родилось четверо детей:
- Леопольд Эммануэль (род. и ум. 1984) — умер после рождения;
- Мария Анунциата (род. 1985).4 сентября 2021 года обвенчалась с предпринимателем Эмануэлем Мусини (род. 1979)[1]. Один сын:
  - Сон Мусини (род. январь 2024)
- Мария Астрид (род. 1987); 25 сентября 2021 года вышла замуж за Рафаэля Уортингтона (р. 5 апреля 1985, США). У пары есть дочь:
  - Алтея Джорджина Уортингтон (р. 1 июля 2022)
  - Алоизия Уортингтон (р. 2023)
- Йозеф Эмануэль (род. 1989). 25 марта 2022 женился на Марии Суарес. У них есть сын:
  - Леопольд Лихтенштейнский (р. 28 марта 2023)
  - Николай Лихтенштейнский (род. 21 июня 2025)

Принцесса Маргарита не имеет официальных обязанностей. Однако, как член королевских семей Люксембурга и Лихтенштейна посещает королевские свадьбы и другие официальные мероприятия. Принцесса Маргарита свободно говорит на люксембургском, французском, английском и немецком языках, отчасти благодаря зарубежным поездкам и отдыху за границей.

## Награды
— Большой крест Ордена Адольфа Нассау (Люксембург);
 — Орден Изабеллы Католической (Испания);
 — Орден Святой Изабеллы (Дом Браганса);
- Мальтийский орден;
- Медаль Серебряного юбилея правления Его Королевского Высочества Великого герцога Люксембургского Жана.